# Nadine
Nadine – amerykański film komediowy z 1987 roku w reżyserii Roberta Bentona. Wyprodukowany przez TriStar Pictures. Główne role w filmie zagrali Jeff Bridges i Kim Basinger. Zdjęcia kręcono w Austin i San Antonio.
Premiera filmu miała miejsce 7 sierpnia 1987 roku w Stanach Zjednoczonych.

## Fabuła
Nadine Hightower (Kim Basinger) jest z mężem Vernonem (Jeff Bridges) w separacji. Spodziewa się dziecka, ale utrzymuje ten fakt w tajemnicy. Nadine pozowała kiedyś do zdjęć „artystycznych” Raymondowi Escobarowi (Jerry Stiller). Postanawia odzyskać kompromitujące fotki. W jego studiu jest przypadkowo świadkiem morderstwa fotografa.

## Obsada
- Jeff Bridges jako Vernon Hightower
- Kim Basinger jako Nadine Hightower
- Rip Torn jako Buford Pope
- Gwen Verdon jako Vera
- Glenne Headly jako Renée Lomax
- Jerry Stiller jako Raymond Escobar

i inni